# شنخة

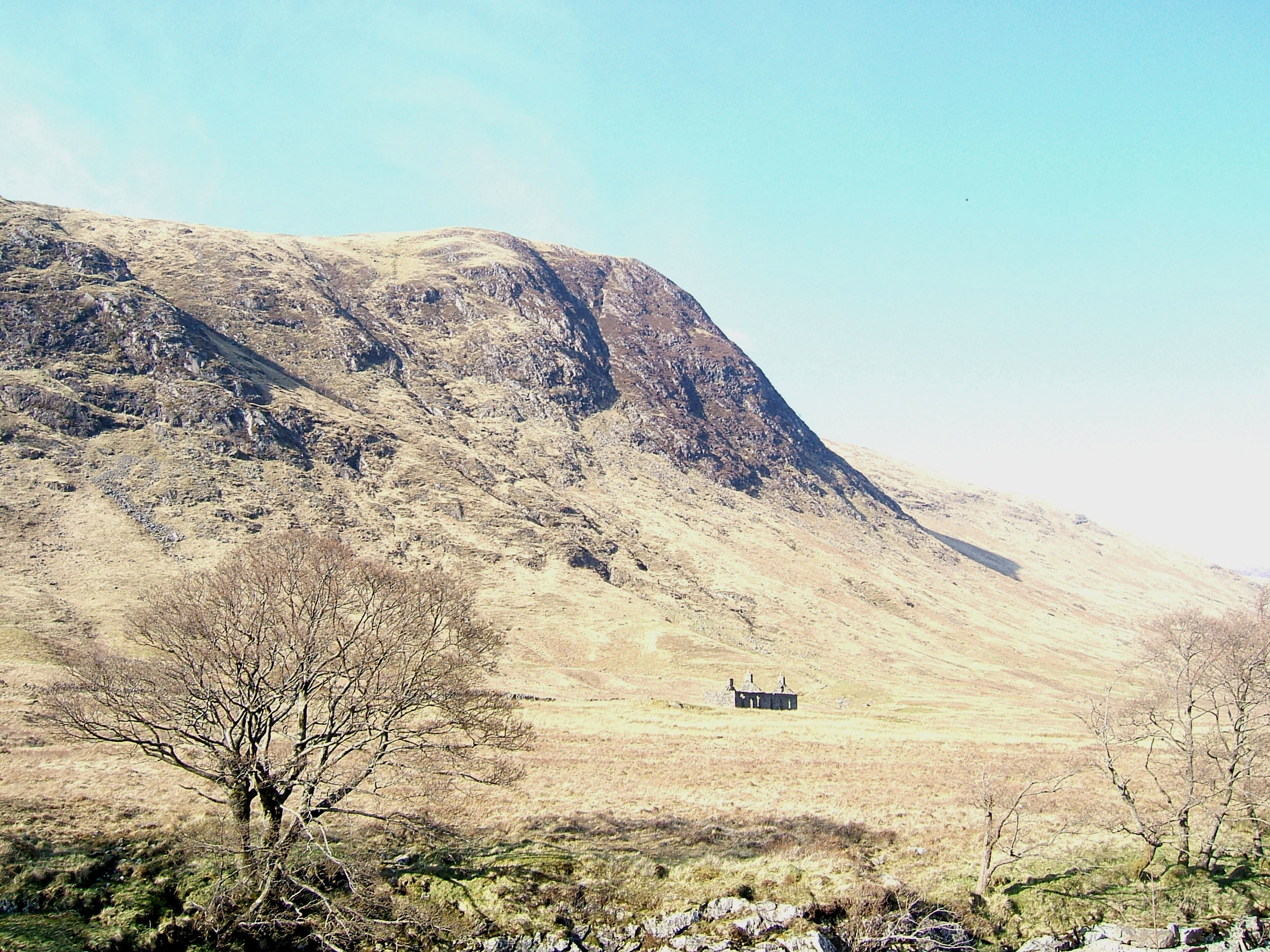
رعن في المرتفعات الإسكوتلندية

الشنخة أو الرَعْن هي كتلة مرتفعة من الأرض تنحدر بشكل مفاجئ من جانب واحد فقط. إذا كان الرعن يطل على مسطح مائي فإنه يعرف في تلك الحالة بشبه جزيرة. تنتج أغلب الشناخ نتيجة لأحد أمرين. الأمر الأول أن الشنخة تتولد من سلسلة صخرية مقاومة لعوامل التعرية التي تنحي الصخور الأقل صلادة إلى الجوانب. الأمر الثاني أن شناخ يمكن أن تنتج عند انحسار مياه وديان ملتقيان في مقرن نهري كاشفة رعن. على مر التاريخ كان الكثير من الحصون والقلاع تبنى على الشناخ نتيجة ليسر الدفاع عنها حيث شاع انتشار الحصون الشنخية في إيرلند و في مدينة راس باربالا التاريخية في جنوب الصومال التي كانت في العصور الوسطى جزء من سلطنة أجوران.